# R-Studio
R-Studio ist eine Reihe von vollfunktionsfähigen Wiederherstellungsprogrammen für die Betriebssysteme Windows, Mac und Linux. Mit diesen Programmen können Daten von Festplatten (HDD), Solid-State-Drives (SSD), Flash-Speichern und anderen externen sowie internen Datenspeichergeräten wiederhergestellt werden. Die Programme sind für Datenwiederherstellungsexperten gedacht.
Für nicht-professionelle Benutzer wurde das vereinfachte Programm R-Undelete entwickelt und veröffentlicht, das auf R-Studio basiert. Es ist nur für Microsoft Windows verfügbar. Es verfügt über eine vereinfachte Benutzeroberfläche und einen Hexadezimal-Editor, die Datenwiederherstellung von RAID und Netzwerken werden in dieser Version nicht unterstützt. Für den privat Anwender wird R-Undelete Home kostenlos angeboten, es können Dateien von FAT/exFAT-Dateisystemen wiederhergestellt werden, hauptsächlich in Gebrauch bei USB-Sticks und SD-Karten für digitale Foto- und Videokameras.

## Funktionsweise
Das Programm verwendet zwei Methoden zur Datenwiederherstellung:
1. Datenanalyse auf Festplatten für den Erhalt von Informationen über das existierende und das vorher bestehende Dateisystem. Dateien werden auf Grundlage dieser Informationen wiederhergestellt. Ist sie erfolgreich, können mit dieser Methode nicht nur die Dateien selbst wiederhergestellt werden, sondern auch die Ordnerstruktur auf dem Laufwerk, einschließlich Zeitstempeln.
2. Suche nach Dateien mittels Dateisignatur, d. h. für bestimmte Dateitypen typische Byte-Muster, beispielsweise für .jpg- oder .doc-Dateien. Diese Methode wird verwendet, wenn die Informationen über die Dateisysteme so stark beschädigt sind, dass die erste Methode nicht funktioniert. Mit dieser Methode können nur Dateiinhalte wiederhergestellt werden, die Informationen über Dateinamen, Ordnerstrukturen und Zeitstempel gehen verloren.

## Programminhalte
Zusätzlich zum Datenwiederherstellungsprogramm umfasst R-Studio:
- Einen vollfunktionellen Disk-Editor zur Datenbearbeitung.
- Ein modernes RAID-Wiederherstellungsmodul. Standard-RAID-Level sowie benutzerdefinierte RAID-Level werden unterstützt. RAID-Parameter können automatisch gefunden werden.
- Ein Modul zur Speicherabbildung und zum Klonen von Dateien.
- Ein Modul mit System zur Selbstüberwachung, Analyse und Statusmeldung für Festplatten (S.M.A.R.T.).
- Ein Modul zur Netzwerkdatenwiederherstellung sowohl für lokale Netzwerke als auch für Internet.
- Eine Notfallversion von R-Studio für Datenwiederherstellung bei nicht-bootfähigen Computern. Diese kann von einem beliebigen Wechseldatenträger ausgeführt werden (USB, CD/DVD etc.), der vom PC unterstützt wird, unabhängig vom Betriebssystem (Windows, Macintosh oder Linux).
- Ein Integrationsmodul mit DeepSpar Disk Imager, einem professionellen Tool zum Imaging von fehlerhaften Laufwerken. (Nur für die Techniker-Lizenz.)

## Plattformübergreifende Versionen von R-Studio
Es gibt Versionen für Windows, Mac OSX und Linux. Alle Versionen funktionieren gleich.

## Hauptfunktionen R-Studio
- Mehrsprachige Benutzeroberfläche und Hilfe, u. a. Deutsch.
- Unterstützte Dateisysteme: FAT12, FAT16, FAT32, exFAT, NTFS, NTFS5, ReFS, HFS/HFS+ (Macintosh), Ext2/Ext3/Ext4 FS (Linux) und UFS1/UFS2 (FreeBSD/OpenBSD/NetBSD/Solaris).
- Unterstützung von lokalisierten Datei- und Ordnernamen (deutsch, europäische und asiatische Sprachen)
- Unterstützung komprimierter und verschlüsselter NTFS-Dateien.
- Unterstützung dynamischer Datenträger, einschließlich Windows Software-RAIDs.
- Unterstützung logischer Datenträger: Windows Storage Spaces (Windows 8/8.1 und 10/Threshold 2), Software Apple RAID und Linux Logical Volume Manager (LVM/LVM2).
- Unterstützung von Dateisignaturen: voreingestellte Auswahl der am häufigsten verwendeten Dateitypen und benutzerdefinierte Dateitypen.

## R-Studio als forensisches Werkzeug
R-Studio kann als forensisches Werkzeug für Carving eingesetzt werden.